# Vlastibor Konečný
Vlastibor Konečný, född den 2 januari 1957 i Frýdek-Místek, Tjeckien, är en tjeckoslovakisk tävlingscyklist som tog OS-brons i lagtempoloppet vid olympiska sommarspelen 1980 i Moskva.